# Mapa kreskowa
Mapa kreskowa – opracowanie kartograficzne funkcjonujące od XVIII w. Początkowo przedstawiała ona tylko zbocza gór zaznaczane kreskami. Najbardziej rozpowszechnioną odmianą tej metody było kreskowanie Lehmanna (im bardziej strome zbocze - tym intensywniejsze kreskowanie) oraz kreskowanie cieniujące.
W dzisiejszych czasach przedstawianie zboczy gór za pomocą kresek już nie funkcjonuje. Kreskowanie, inaczej szrafowanie, znalazło szereg innych zastosowań. Kreski mogą być ciągłe, przerywane lub nawet składające się z rzędów kropek, mogą być o stałej lub różnej gęstości. Szrafowanie może być też stosowane do cieniowania.
Kolory też można odwzorować za pomocą kresek. Metodę tę nazywamy szrafirunkiem. 
Zastosowanie mapy kreskowej w dzisiejszych czasach:
- Kreskowanie stosowane jest na mapach mających nawiązywać grafiką do map dawnych.
- Zastosowanie w mapach historycznych – szrafirunek stosowany jest często, gdy oddawanie kolorów jest możliwe, lecz za drogie.
- Przedstawianie map tematycznych.
- Przedstawianie danych demograficznych – struktura wiekowa, gęstość zaludnienia, narodowość itd.

Mapa kreskowa jest obecnie bardzo rozpowszechniona z uwagi na niski koszt i szybkość zastosowania.